# Marcelo Gross

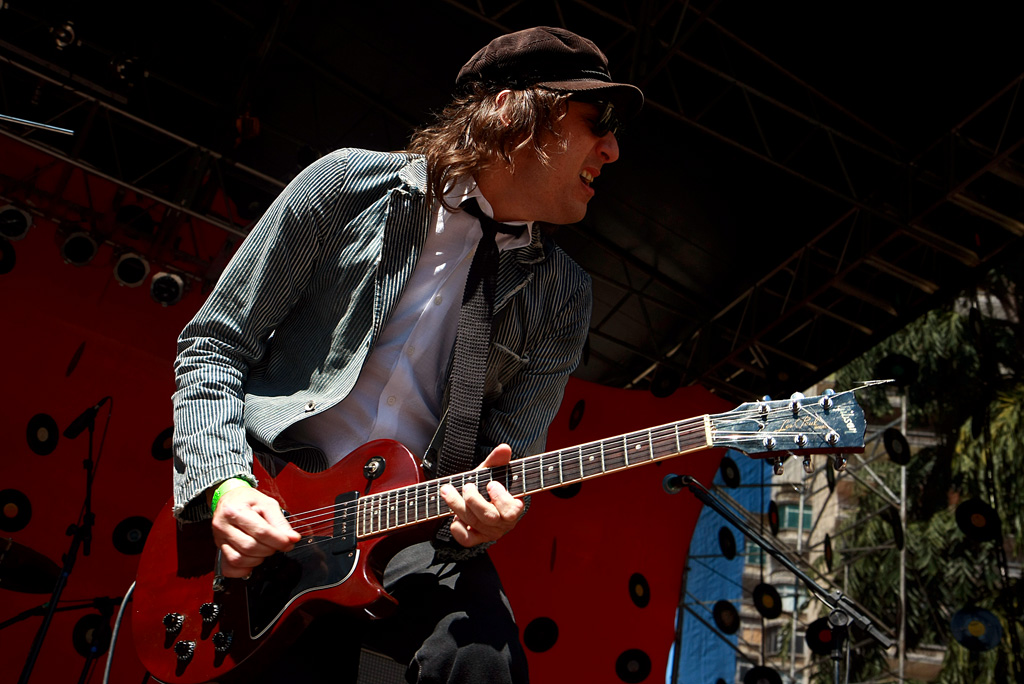
Marcelo Gross

Marcelo Gross (Porto Alegre, 3 de maio de 1973), é um cantor, guitarrista e compositor brasileiro. É conhecido por ser o fundador e principal letrista da banda Cachorro Grande.